# 花岡和道
花岡 和道（はなおか かずみち）は、日本の警察官僚、警視監。警察大学校教務部長、新潟県警察本部長等を経て、警察庁九州管区警察局長。

## 人物・経歴
長野県東御市出身。長野県上田高等学校を経て、中央大学法学部卒業。1986年警察庁入庁。長崎県警察本部警備部長や、大阪府警察本部交通部交通指導課長、警察庁長官官房総務課理事官、警察庁九州管区警察局総務監察部監察官、警察庁交通局交通指導課交通事故事件捜査指導室長、警察庁中部管区警察局広域調整部長、兵庫県警察本部警務部長、警察庁刑事局組織犯罪対策部薬物銃器対策課長、警察庁警察大学校教務部長等を経て、2018年から新潟県警察本部長を務め、北朝鮮による日本人拉致問題や、新潟小2女児殺害事件などの捜査を進めた。2020年警察庁九州管区警察局長。2021年退官、紀尾井共済代表取締役社長、あさひ共済代表取締役社長、たいよう共済顧問。